# Конча-Заспа
Ко́нча-За́спа — исторический район на юге Киева (Украина). Территория включает в себя посёлки городского типа: Чапаевка, Плюты и Козин, леса и парки вдоль правого берега Днепра. На территории Конча-Заспы находятся санатории «Конча-Заспа», «Жовтень» и «Подснежник». В Конча-Заспе создана тренировочно-оздоровительная база (комплекс из множества футбольных полей, крытого футбольного манежа и 5-звездочного отеля для проживания футболистов) футбольного клуба «Динамо» (Киев).
Общая площадь расположена вдоль Днепра и состоит в основном из леса, а его северная часть включает в себя Виту-Литовскую. Через Конча-Заспу проходит Столичное шоссе, вдоль которого расположены многочисленные дачи.

## Общее описание
Конча-Заспа практически полностью состоит из живописного соснового леса с выходом на днепровскую набережную, пересечённого небольшими дорогами, разделяющими застройки. С советских времен в поселке проживали партийные руководители Украинской ССР, которые строили здесь загородные особняки. В настоящее время Конча-Заспа в большинстве своем заселена представителями бизнес-, медиа-, и политической верхушки. До 2008 года здесь была самая дорогая земля на территории Украины, цена некоторых участков достигала $80 тыс. за сотку, а цена готовых особняков — $1 млн и выше. Также в Конча-Заспе располагается целый ряд пансионатов, санаториев, баз отдыха и детских лагерей, как государственных, так и частных.

## История
Конча-Заспой издавна называли местность вокруг озер Конча и Заспа, соединенных между собой протокой Быстрицей. Первые упоминания о Конча-Заспе относятся к 1504 году, когда митрополит Киевский передал эти владения Выдубицкому монастырю. Затем Конча-Заспа несколько раз переходила в собственность то Софиевского, то Выдубицкого монастырей.  
С 1890 года озеро Конча арендовал Киевский отдел Российского общества рыболовов и рыборазведения. В 1895 году лов рыбы здесь запретили, озеро объявили заповедным и стали использовать как естественный рыбопитомник.

## События марта 2010 года
12 марта 2010 года во избежание затопления Конча-Заспы при весеннем паводке, произошёл резкий спуск воды на Киевской ГЭС c Киевского водохранилища более чем на 1 метр. Это привело к массовому мору рыбы. По оценкам специалистов, было уничтожено около 100 тонн рыбы.